# Событие (фильм, 2021)
«Событие» (фр. L'événement) — художественный фильм французского режиссёра Одри Диван, удостоенный «Золотого льва» на 78-м Венецианском кинофестивале в сентябре 2021 года. Основан на одноимённой книге Анни Эрно. Главные роли в картине сыграли Анамария Вартоломей и Луана Байрами.

## Сюжет
Действие фильма происходит во Франции в 1963 году. Главная героиня — студентка Ана, которая внезапно узнаёт о своей беременности. Над её блестящим будущим нависает угроза, но девушка не знает, что делать: аборты в её стране запрещены. В течение всего фильма Ана ищет врача, который бы помог ей решить проблему, и сталкивается с негативным отношением: многие считают, что виной всему её сексуальная раскрепощённость. В конце концов аборт всё же делают, причём эта операция показана в фильме.

## В ролях
- Анамария Вартоломей — Анна
- Кейси Мотте-Кляйн — Жан
- Луана Байрами — Элен, подруга Анны
- Луиза Шевийотт — Оливия
- Сандрин Боннер — Габриэль, мать Анны
- Пио Мармай — Борнек, профессор
- Анна Муглалис — мадам Ривьер, делающая аборты

## Релиз и оценки
23 апреля 2019 года, во время интервью, Одри Диван рассказала, что хочет снять фильм по книге Анни Эрно. Французский центр кинематографии и анимации поддержал проект. Съёмки проходили в июле — августе 2020 года, в январе 2021 года начался пост-продакшен.
Премьера состоялась в сентябре 2021 года на 78-м Венецианском кинофестивале, где «Событие» получило «Золотого льва». В июле 2021 года фильм вышел во французский прокат, в начале 2022 года его показали на кинофестивале «Сандэнс». 6 мая картина вышла в американский прокат, появилась на платформах Hulu и Amazon Prime.
Сама Одри Диван настаивает на том, что «Событие» — не исторический фильм, что его сюжет универсален и актуален в том числе для 2020-х годов. Рецензенты соглашаются, что показанные в картине коллизии вполне актуальны для современности. «Событие» часто сравнивают с румынской картиной «4 месяца, 3 недели и 2 дня», в которой, однако, важен контекст эпохи Чаушеску. В 2022 году «Событие» было удостоено премии «Люмьер» в номинации «Фильм года». Однако многие критики оценивают его не настолько высоко. Звучат мнения о том, что картина дидактична, что её язык неизобретателен и прямолинеен, а центральный персонаж — всего лишь «героиня-функция».
На сайте-агрегаторе отзывов Rotten Tomatoes картина получила рейтинг 99 % со средней оценкой 8,5 из 10. Рецензенты с этого ресурса констатируют, что это «тяжёлый, но полезный фильм… о невероятно сложном выборе и его душераздирающих последствиях». На сайте Metacritic «Событие» получило 86 баллов из 100, что указывает на «всеобщее признание». Гай Лодж (Variety) высоко оценил игру актёров, особенно Анамарии Вартоломей. Ксан Брукс (The Guardian) назвал фильм «серьёзным, захватывающим и, наконец, благородным», высоко оценил операторскую работу Лоран Танги. Для Майкла О’Салливана (The Washington Post) «Событие» — «отрезвляющее напоминание о том, что последствия ограничения доступа к безопасной медицинской помощи носят не только теоретический, но и экзистенциальный характер».